# Griko salentino
El griko, també escrit grico, és un dialecte del grec, parlat per gent de la regió de la Magna Grècia, regió al sud de la Itàlia i Sicília, i també és conegut com a llengua grecànica. Els grecs sovint diuen el dialecte de Katoitaliótika (Grec: Κατωιταλιώτικα, 'italià austral') i de vegades calabrià, tot i que l'últim pot servir com un eufemisme per a una llengua pidgin del grec i de l'italià.
Dues petites comunitats gricoparlants sobreviuen avui a les regions italianes de Calàbria i Pulla (península de Salento).

## Exemple de text
Fragment de la Kalinifta, una cançó popular grecànica:

### Griko
Εβώ πάντα σε σένα πενσέω,

γιατί σένα φσυχή μου 'γαπώ,

τσαι που πάω, που σύρνω, που στέω

στην καρδιά μου πάντα σένα βαστώ.
transcripció:

Evó panda se sena penseo,

iatí sena psikhí mu gapó,

Tse pu pao, pu sirno, pu steo

stin kardià mu panda sena vastó.

### Grec Modern
Εγώ πάντα εσένα σκέφτομαι,

γιατί εσένα ψυχή μου αγαπώ,

και όπου πάω, όπου σέρνομαι, όπου στέκομαι,

στην καρδιά μου πάντα εσένα βαστώ.

### Català
Sempre penso en tu,

Perquè t'estimo, ànima meva,

I a qualsevol lloc on m'en vagi, m'amagui, em quedi,

Sempre et duré al meu cor.